# Mohamed Yaghni
Mohamed Yaghni est un footballeur algérien né le 26 février 1988 à Tiaret. Il évoluait au poste d'arrière droit, notamment à l'USM Bel Abbès.

## Biographie
Mohamed Yaghni dispute un total de 68 matchs en première division algérienne entre 2010 et 2018, sans inscrire de but.
Il termine vice-champion d'Algérie en 2013 avec USM El Harrach, ce qui constitue son meilleur classement dans ce championnat. Toutefois, cette saison là, il officie majoritairement comme remplaçant, avec un seul match disputé toutes compétitions confondues.

## Palmarès
- Vice-champion d'Algérie en 2013 avec l'USL El Harrach.